# Éruption du piton de la Fournaise en 1998
L'éruption du piton de la Fournaise en 1998 s'est déroulée dans et en dehors de l'Enclos Fouqué du piton de la Fournaise, du 9 mars au 20 septembre 1998. Cette éruption volcanique est marquée par un retour de l'activité volcanique sur le piton de la Fournaise après cinq ans et demi de repos, ce qui reste assez exceptionnel sur ce volcan, considéré comme l'un des plus actifs au monde. Autre fait notable, il s'agit de l'éruption la plus longue du XXe siècle avec 196 jours d'activité soit environ six mois et demi. De grandes coulées de lave ont recouvert d'importantes superficies notamment dans la plaine des Osmondes et sous le rempart de Bois Blanc jusqu'à l'océan Indien. La route nationale 2 est coupée en deux endroits et la Vierge au parasol est déplacée hors de l'Enclos, son ancien site étant détruit par la lave.

## Contexte
Après trois années au cours desquelles le piton de la Fournaise entre en éruption tous les ans, le volcan connaît une période d'accalmie de cinq ans et demi. Il s'agit de la troisième et dernière éruption hors Enclos du XXe siècle après celle de 1977 et celle de 1986.

## Déroulement
Les premières fissures volcaniques s'ouvrent le 9 mars 1998 à 15 h 5 sur le flanc Nord du volcan, en dessous du sommet du piton de la Fournaise. Des fontaines de lave d'une cinquantaine de mètres de hauteur donnent naissance à des coulées de lave dont le débit est d'environ 20 m3/s. Trois petits cratères et cônes volcaniques adventifs se forment et sont baptisés Fred Hudson, Maurice-et-Katia-Kafft et Kapor. L'activité est alors relativement limitée pendant tout le mois comparée au reste de l'éruption. Début avril, le cratère Fred Hudson cesse toute activité, le cratère Maurice-et-Katia-Krafft est encore actif jusqu'au milieu du mois tandis que le cratère Kapor redouble d'activité. Une nouvelle coulée voit le jour lorsqu'une partie des parois du cratère Kapor s'effondre dans la nuit du 17 au 18 avril. Les coulées de lave sont alors limitées à la partie supérieure de l'Enclos Fouqué.
Après une accalmie, la lave n'est plus visible car elle circule en tunnel depuis le cratère Kapor. Début juillet, la lave refait surface dans la partie basse de l'Enclos. Le 7 juillet, la lave se trouve à 2,5 kilomètres de la route nationale 2 et à 400 mètres d'altitude. Le 4 août, après quelques phases d'avancées et d'arrêts, elle s'immobilise à 2,5 mètres de la route.
L'activité volcanique et le trémor se déplacent ensuite en dehors de l'Enclos, au-dessus du rempart de Bois-Blanc, au niveau du Nez Coupé de Sainte-Rose. Le 9 août, une première fissure s'ouvre mais elle sera inactive le 12. Entre la nuit du 13 au 14 août et le 15 août, de nouvelles fissures s'ouvrent dans le même secteur. Elles donnent naissance à quatre coulées de lave qui se dirigent vers l'océan Indien. À partir du 20 août, certaines d'entre elles tombent en cascade dans l'Enclos depuis le haut du rempart de Bois-Blanc à la hauteur de la plaine des Osmondes. Ces coulées de lave qui n'atteindront pas les habitations situées à plusieurs kilomètres en contrebas s'immobilisent en septembre et l'éruption est considérée comme terminée vers le 20 septembre 1998.

## Conséquences
Bien que certaines coulées de lave aient progressé en-dehors de l'Enclos Fouqué, elles n'ont pas eu le temps d'atteindre des secteurs habités ou cultivés, si bien que les dégâts sont limités.
L'éruption attire de nombreux visiteurs aux abords du piton de la Fournaise. L'affluence est telle que les autorités sont obligées, pour des raisons pratiques et de sécurité, de mettre en place des moyens exceptionnels tels un service de navette jusqu'au Pas de Bellecombe.